# セブンボイスミュージアム〜名画と7人の巨匠たち〜
『セブンボイスミュージアム〜名画と7人の巨匠たち〜』は、日本のテレビアニメ。サンテレビにて2023年1月9日から3月20日まで、月曜0時から0時15分（日曜深夜）に放送。
大塚国際美術館によって制作されており、同館を舞台に、学芸員が推し名画をプレゼンするというストーリーになっている。

## 製作
| キャラクターデザイン | 荒田千鶴       |
| 制作                 | 10+4           |
| 著作                 | 大塚国際美術館 |

キャラクターのデザインや設定、ストーリーなどの原案を全て大塚国際美術館のスタッフが考えている。
声優は、アニメ好きの同館スタッフがキャラクターに合う声優を考え起用した。
作品に登場する背景は、実際に同館が所蔵する絵画の映像を使用している。

## 登場人物
学芸員たちはそれぞれ西洋絵画の巨匠の生まれ変わりという設定になっており、その画家と音が近い名前や、画家のエピソードに由来する名前が付けられている。
木村レオ（きむら レオ）
声 - 土屋神葉
推し画家はレオナルド・ダ・ヴィンチ。学芸員のリーダーで、蘭太郎とはライバル関係。
紫色の帽子とインナーを身に着けており、ダ・ヴィンチが紫色の帽子やマントを好んでいたエピソードに由来している。
田中蘭太郎（たなか らんたろう）
声 - 千葉翔也
推し画家はミケランジェロ・ブオナローティ。サブリーダーであり、筋トレが趣味。
荒田ひかり（あらた ひかり）
声 - 蒼井翔太
推し画家はヤン・フェルメール。中世的で優しいが、怒ると怖い。
名前はフェルメールが「光の魔術師」と呼ばれていたことに由来しており、ビジュアルもフェルメールの時代につけ襟が流行していたことにちなんでいる。
山側利夢叶（やまがわ りむと）
声 - 竹内良太
推し画家はグスタフ・クリムト。ロマンチストであり、ナルシスト。
藤田業穂（ふじた ごうほ）
声 - 畠中祐
推し画家はフィンセント・ファン・ゴッホ。好きなものに対する行動力が旺盛。
福池萌音（ふくいけ もね）
声 - 榊原優希
推し画家はクロード・モネ。末っ子的存在。
原田無口（はらだ むく）
声 - 佐藤拓也
推し画家はエドヴァルト・ムンク。人と関わるのが苦手で口数は少ないが、心の中ではよく喋っている。
名前はムンクが無口な性格だったことに由来している。
館長
声 - オラキオ
大塚国際美術館の館長で、謎に包まれた存在。

## 各話リスト
| 話数   | 話数         | サブタイトル                                                                 | 放送日        |
| 総話数 | アニメパート | サブタイトル                                                                 | 放送日        |
| ------ | ------------ | ---------------------------------------------------------------------------- | ------------- |
| 第1話  | -            | まもなくスタート！セブンボイスミュージアム 〜名画と7人の巨匠たち〜を事前学習 | 2023年 1月9日 |
| 第2話  | 第1話        | ようこそ！大塚国際美術館へ                                                   | 1月16日       |
| 第3話  | 第2話        | レオナルド・ダ・ヴィンチと名画                                               | 1月23日       |
| 第4話  | 第3話        | ミケランジェロと名画                                                         | 1月30日       |
| 第5話  | 第4話        | フェルメールと名画                                                           | 2月6日        |
| 第6話  | -            | 課外授業「声優が名画になりました！」                                         | 2月13日       |
| 第7話  | 第5話        | クリムトと名画                                                               | 2月20日       |
| 第8話  | 第6話        | ゴッホと名画                                                                 | 2月27日       |
| 第9話  | 第7話        | モネと絵画                                                                   | 3月6日        |
| 第10話 | 第8話        | ムンクと絵画                                                                 | 3月13日       |
| 第11話 | -            | 課外授業②「声優3人で好き勝手名画トーーーク！」                               | 3月20日       |

## 連動イベント
作中でも登場する「名画-1グランプリ」が、2023年1月21日から5月7日まで、実際に大塚国際美術館でも開催。2019年以前にも来場者アンケートで人気作品を選出する試みを行っていたが、コロナ禍で中断されており、投票企画として3年ぶりの復活となる。
また、本作に登場する声優を起用した音声ガイドや、キャラクターのコラボメニューの提供なども行われる。